# Abère
Abère település Franciaországban, Pyrénées-Atlantiques megyében. Lakosainak száma 159 fő (2022. január 1.). Abère Saint-Laurent-Bretagne, Anoye, Baleix, Gerderest, Lespourcy és Monassut-Audiracq községekkel határos.

## Népesség
A település népességének változása:
| Lakosok száma | 159  | 161  | 162  | 165  | 167  | 165  | 162  | 159  |
|               | 2015 | 2016 | 2017 | 2018 | 2019 | 2020 | 2021 | 2022 |